# Maya (croiseur)
Pour les articles homonymes, voir Maya.
Le croiseur Maya (摩耶) a été la quatrième et dernière unité la classe Takao mise sur cale pour la Marine impériale japonaise. Il a incorporé l'expérience acquise par les premières unités de cette classe. Il a eu une carrière très active au cours de la guerre du Pacifique, dans la campagne des îles Aléoutiennes, et devant Guadalcanal. Il a subi une importante refonte fin 1943-1944, et a fini, torpillé par un sous-marin américain, dans les parages de Palawan, le 23 octobre 1944, à la veille de la bataille du golfe de Leyte.

## Arrière-plan, conception et caractéristiques
Conçue dans le cadre du Programme de Renforcement de 1927, la classe Takao, quatrième classe de croiseurs japonais à être soumise aux stipulations du traité de Washington de 1922, a incorporé, sur des coques ayant des dimensions très proches de celles de la classe Myōkō, un certain nombre d'améliorations voulues par le haut-commandement naval japonais, qui ne devaient pas officiellement conduire à outrepasser le déplacement maximal autorisé de 10 000 tonnes.
Mis sur cale le 4 décembre 1928 aux Chantiers navals Kawasaki de Kobe, lancé le 8 novembre 1930, le Maya été armé le même jour que le Chokai le 30 juin 1932. Il a reçu dix canons de 203 mm 2GÔ (Mark II) comme les trois précédentes unités de sa classe. Mais l'idée d'utiliser les tourelles de type E, ayant une élévation maximale de 70°, pour un usage anti-aérien, avait déjà fait long feu, car il s'était révélé difficile de les utiliser à plus de 55°, de sorte que le Maya a été doté de tourelles de type dit E1, qui étaient équipées d'un double système de levage des obus et des charges comme les tourelles E, mais dont l'élévation était limitée à 55°. Mais cependant son artillerie secondaire a été réduite à quatre pièces simples de 120 mm, comme sur les trois autres unités de sa classe.
Le blindage de ceinture, incliné et intérieur au bordé comme sur la classe Myōkō, avait 125 mm d'épaisseur à hauteur des magasins de munitions. Il avait, sur le pont supérieur, quatre plates-formes lance-torpilles orientables doubles de 610 mm. Le bloc passerelle, massif, pour accueillir les équipements de direction de tir et de communications, était de forme pyramidale, pour réduire l'accroissement de poids dans les hauts,. Si la similitude des dimensions de coque et le léger accroissement de la puissance des machines permettait une vitesse maximale équivalente à celle de la classe Myōkō (35,5 nœuds), le déplacement réel était de 11 350 tonnes, supérieur au déplacement autorisé par le traité de limitation des armements navals de 1922.
Lorsque l'empire du Japon n'a plus été soumis aux stipulations du traité de Washington, le Takao et son sister-ship, l'Atago, ont été modernisés, en 1939-40, avec leur grand-mât déplacé vers l'arrière pour améliorer l'efficacité des antennes radio, leur massif central réaménagé, leur artillerie de 120 mm remplacée par quatre tourelles doubles de 127 mm type 89, leurs plates-formes lance-torpilles doubles remplacées par des plates-formes quadruples. Le maître-bau a été porté de 18 m à 20,7 m par l'implantation d'un bulbe anti-torpilles, le déplacement accru de 2 000 tonnes et donc la vitesse maximale réduite à 34¼ nœuds.
Comme le Chokai, le Maya n'a pas connu une telle refonte, avant la guerre. Ce n'est qu'à la fin de 1943, au moment où il a fallu le réparer des graves dégâts subis lors du bombardement de Rabaul, le 5 novembre 1943, que son artillerie secondaire de 120 mm a été remplacée par une batterie de 127 mm Type 89. Mais le Maya a alors été doté de six et non de quatre tourelles doubles de ce calibre, les deux tourelles supplémentaires étant installées à la place de la troisième tourelle double de 203 mm qui était trop endommagée.

## Service
Le Maya a fait partie de la 4e division de croiseurs, qui a rassemblé les bâtiments de sa classe, à partir du 1er décembre 1932. Il a été commandé, entre autres, par le capitaine de vaisseau Jisaburō Ozawa, en 1934-35, et d'avril à août 1941, par le capitaine de vaisseau Shunji Isaki.
En août 1937, au début de la seconde guerre sino-japonaise, les quatre croiseurs de la classe Myōkō et le Maya, avec l'Ashigara comme navire amiral, ont pris part au débarquement dans l'archipel de Zhoushan, à proximité de Shanghai.

### Pendant l'offensive japonaise (décembre 1941-juin 1942)
Au début décembre 1941, au sein de la 3e flotte, que commande le vice-amiral Ibō Takahashi, le Maya a participé à l'occupation du nord des Philippines, assurant la couverture du débarquement de Lingayen, le 22 décembre. À partir de la mi-février, il participe, avec l'Atago et leTakao, à la couverture éloignée du bombardement de Port Darwin, menée par les porte-avions du vice-amiral Nagumo le 19 février 1942, et des débarquements dans les Indes orientales néerlandaises. À cette occasion, aux ordres du vice-amiral Kondō, il a attaqué des transports quittant Java et coulé de petites unités isolées (USS Pillsbury (en), HMAS Yarra (en)) de l'ABDACOM .
Fin mars, en cale sèche à Yokosuka, il reçoit deux affûts doubles automatiques AA de 25 mm de Type 96. Après le raid sur Tokyo, à la mi-avril, il participe vainement, avec l'Atago et le Takao, à la recherche des bâtiments américains qui ont mené cette opération.
À la fin mai, le Maya et le Takao sont versés dans la 5e Flotte du vice-amiral Hosogaya et gagnent Ōminato puis Paramushiro dans les îles Kouriles. Pendant la bataille de Midway, le vice-amiral Hosogaya va conduire une attaque dans la partie occidentale des îles Aléoutiennes, et va occuper les îles de Kiska et d'Attu, les 6 et 7 juin 1942. Il rentre au Japon fin juin.

### Devant Guadalcanal (août-novembre 1942)
Dix jours après le débarquement des U.S. Marines à Guadalcanal, les trois croiseurs de la 4e division, qui font partie de la 2e Flotte du vice-amiral Kondō arrivent à Truk. Avec les porte-avions de la 3e flotte du vice-amiral Nagumo, ils vont se placer au nord de Guadalcanal pour y couvrir l'approche d'un convoi de renforts qu'escortent des destroyers de la 2e escadre de destroyers du contre-amiral Tanaka. À la bataille des Salomon orientales, les Japonais perdent le porte-avions léger Ryūjō et le convoi de renforts, sous les attaques aériennes, doit se réfugier aux îlots Shortland. Du côté américain, l'USS Enterprise doit aller se faire réparer à Pearl-Harbor. À la mi-octobre, de nouveaux renforts sont dirigés vers Guadalcanal, et trois croiseurs de la 6e division, menés par le contre-amiral Gotō reçoivent mission de bombarder le terrain d'aviation Henderson, qui à Guadalcanal, sert de base à l'aviation de soutien des U.S. Marines. Le 12 octobre, les croiseurs japonais sont tenus en échec à la bataille du cap Espérance, par quatre croiseurs américains commandés par le contre-amiral Scott,. Deux jours plus tard, un long et violent bombardement d'Henderson Field est effectué par les deux cuirassés rapides, Kongō et Haruna, aux ordres du vice-amiral Kurita, le lendemain ce sont le Chokai portant la marque du vice-amiral Mikawa, et le Kinugasa, et dans la nuit du 15 au 16 octobre, le Maya et le Myōkō portant la marque du vice-amiral Takagi qui ont bombardé le terrain d'aviation de Guadalcanal.
À la fin octobre, ce sont les Américains qui passent à l'offensive, sous l'impulsion du vice-amiral Halsey, nommé commandant de la Zone du Pacifique-Sud . À la bataille des îles Santa Cruz, l'USS Hornet est coulé, mais ce succès japonais masque la lourdeur des pertes subies par leur aviation embarquée, qui représentent 50 % des effectifs par rapport à ceux de la bataille de la mer de Corail, en un peu plus de six mois,. Le 3 novembre, le Maya et le Suzuya sont affectés la 8e Flotte du vice-amiral Mikawa, ce qui vient compenser la mise hors de combat de trois croiseurs lourds depuis le 9 août. Le 9 novembre, la 2e flotte va prendre position à l'atoll d'Ontong Java, à 135 nautiques au nord de Guadalcanal, et le 12 novembre, le vice-amiral Abe met le cap sur Guadalcanal, avec ses deux cuirassés rapides, Hiei et Kirishima, pour bombarder Henderson Field, tandis que le contre-amiral Tanaka escorte un convoi de 11 transports amenant 7 000 hommes. Mais dans une mêlée confuse et violente, où les amiraux américains Callaghan et Scott sont tués, l'attaque japonaise échoue, et l'Hiei est finalement coulé, ainsi que deux croiseurs légers américains. Aussi le lendemain soir, le vice-amiral Mikawa se présente, avec le Chokai qui porte sa marque, le Kinugasa, le Suzuya, qui porte la marque du contre-amiral Nishimura et le Maya. Ces deux derniers croiseurs bombardent Henderson Field, mais sur le chemin du retour, le lendemain matin, l'aviation de l'USS Enterprise coule le Kunigasa tandis que le Maya est endommagé par un “Dauntless” qui s'écrase sur sa superstructure tribord. Le soir même, le vice-amiral Kondō, revenu avec l'Atago, qui porte sa marque, le Takao et le Kirishima, voit ce dernier coulé par l'USS Washington sur lequel flotte la marque du vice-amiral “Ching” Lee.
Le Maya rentre au Japon, pour être réparé à Kure, jusqu'en janvier 1943.

### À la bataille des îles du Commandeur, dans le Pacifique nord
Dans le Pacifique nord, les Américains ont construit, dans les îles Aléoutiennes, dès l'été 1942, un aérodrome, sur l'île d'Adak, à partir duquel ils ont pu bombarder Kiska et Attu, occupées par les Japonais en juin 1942. De son côté, la 5e flotte japonaise a organisé, dans les conditions climatiques polaires de la fin de l'hiver 1942-43, des convois de soutien des garnisons dans ces deux îles.

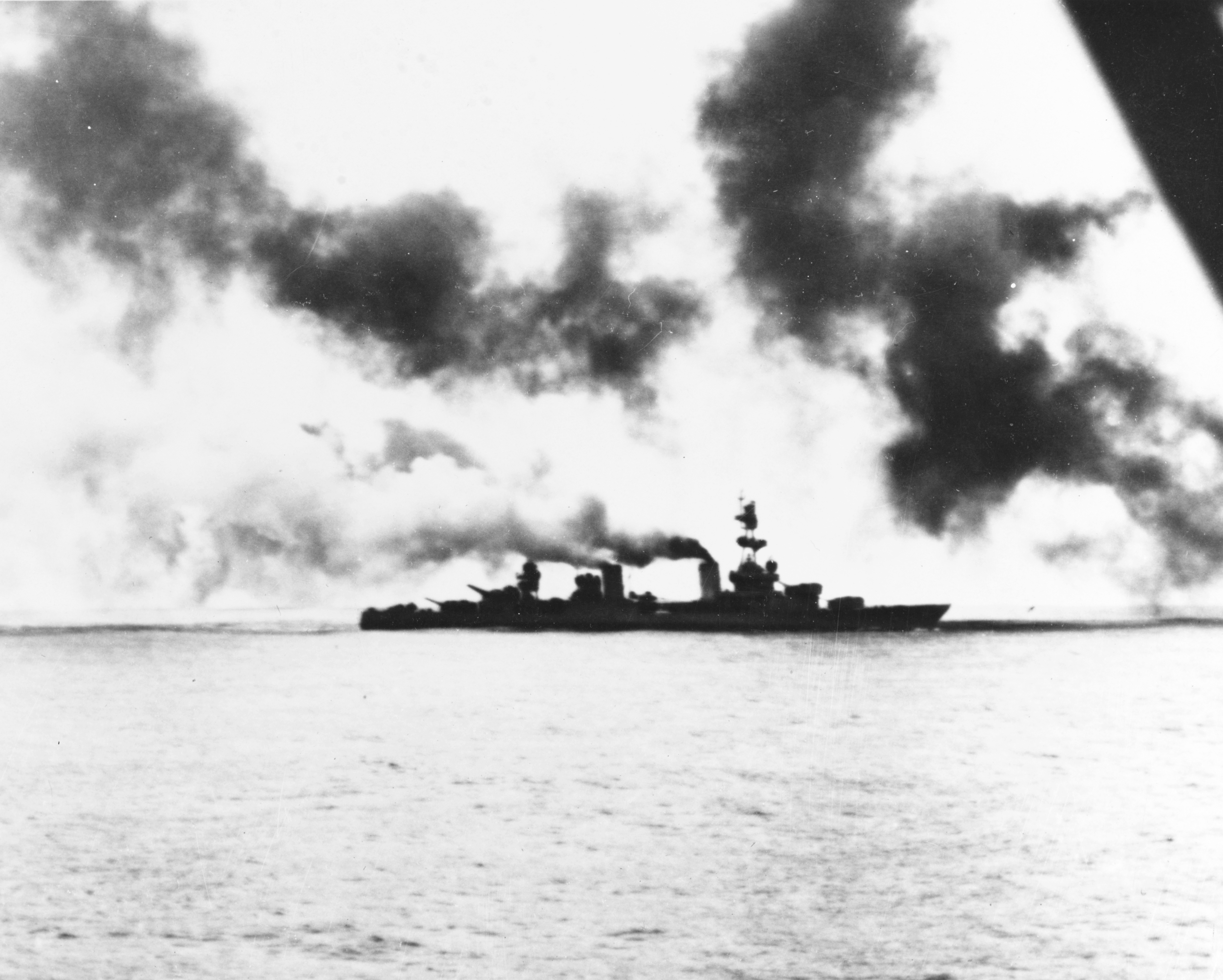
L'), en difficultés, pendant la bataille des îles du Commandeur, le 26-27 mars 1943.

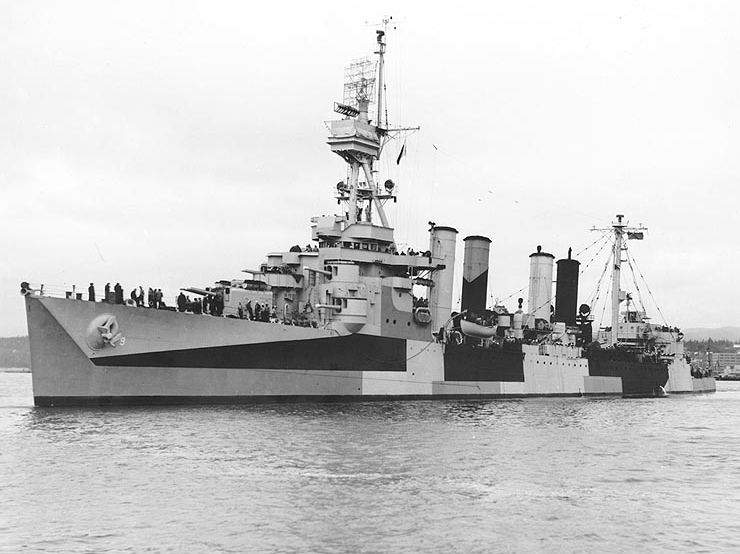
Le croiseur léger ancien USS Richmond, en 1944

Après ses réparations, le Maya a été rattaché à la 5e Flotte en fin janvier. Il est arrivé à Ōminato en fin février, et a accompagné début mars un convoi pour Attu. Fin mars, il appareille pour escorter un second convoi: Le 26 mars 1943 (date du fuseau horaire d'Honolulu) ou le 27 (heure locale), le Nachi et le Maya avec deux croiseurs légers, et quatre destroyers, aux ordres du vice-amiral Hosogaya, escortent deux navires de transport rapides destinés à l'île de Kiska. Dans les parages des îles du Commandeur, en mer de Béring, à l'est de la péninsule du Kamtchatka, ils ont rencontré le Task Group 16.6 commandé par le contre-amiral McMorris, composé d'un croiseur lourd (l'USS Salt Lake City), d'un croiseur léger (l'USS Richmond), navire amiral, et de quatre destroyers. Le vice-amiral Hosogaya a cherché à protéger ses navires de transport. S'ensuivit un combat d'artillerie de quatre heures, où les croiseurs lourds des deux camps ont été endommagés. Le vice-amiral Hosogaya, ne réalisant pas les dégâts sévères que ses navires avaient infligé à l'USS Salt Lake City et craignant qu'un soutien aérien américain ne soit en route, choisit de se retirer ce qui a conduit à une défaite stratégique des Japonais qui abandonnèrent le réapprovisionnement de leurs garnisons aléoutiennes par bateaux et ne le firent ensuite que par sous-marins. Le 1er avril 1943, le vice-amiral Hosogaya est relevé de son commandement.
En mai 1943, les Américains entreprennent la reconquête d'Attu, elle est effective après un mois de durs combats dans des conditions climatiques difficiles. Le haut-commandement japonais décide alors l'évacuation de Kiska, le Maya devenu en mai navire amiral de la 5e flotte, participant, avec le Nachi, à la couverture. L'opération d'évacuation (Opération Ke) est menée à bien, sans combats, en juillet.
Le Maya rentre en cale sèche à Yokosuka en août et reçoit deux affûts doubles de 25 mm AA type 96.

### Du bombardement de Rabaul (novembre 1943) au passage de Palawan (octobre 1944)
À la mi septembre, il est renvoyé dans le Pacifique sud et participe à des transports de troupes vers Rabaul. En octobre, après des bombardements de l'aviation embarquée américaine sur les îles Marshall et l'île de Wake, il participe à une vaine tentative d'interception des forces de l'US Navy, supposées devant attaquer à nouveau Wake. Après la bataille de la baie de l'Impératrice Augusta, le 2 novembre, où deux croiseurs lourds de la 5e division (la classe Myōkō) ont été tenus en échec par une Task Force comptant plusieurs grands croiseurs légers, sept croiseurs lourds, les quatre de la classe Takao, et les Suzuya, Mogami et Chikuma ont été dépêchés de Truk à Rabaul pour intervenir à Bougainville. L'amiral Halsey a alors lancé, malgré les formidables défenses de Rabaul des raids de l'aviation embarquée, dont le premier, le 5 novembre, de 97 avions depuis les USS Saratoga et Princeton du Task Group 50.4 du contre-amiral Sherman, a endommagé les Takao, Atago et Maya ainsi que le Mogami.

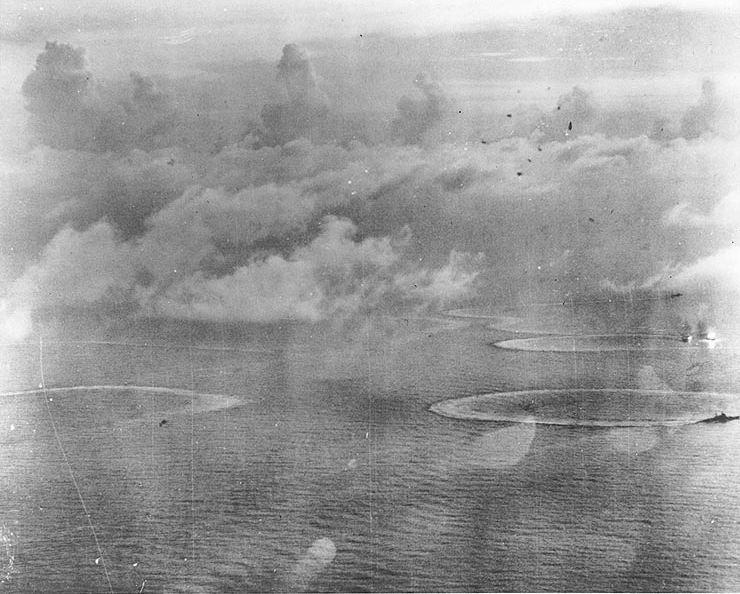
Le 20 juin 1944 dans l'après-midi, un croiseur lourd japonais (le Maya ou le Chokai) essaie d'échapper aux attaques de l'aviation de l'USS Bunker Hill (CV-17)

Pendant la réparation des dégâts subis, le Maya a alors bénéficié d'une grande refonte, qui ne s'est achevée qu'en avril 1944, et qui porte son déplacement à 13 140 tonnes. Il reçoit alors, comme artillerie secondaire, six tourelles doubles de 127 mm Type 89, dont deux sont installées à la place de la tourelle d'artillerie principale no 3 qui était trop endommagée et sa défense Contre-Avions rapprochée a été constituée de 13 affûts triples et 9 simples de 25 mm Type 96 automatiques. Ses plates-formes lance-torpilles doubles sont remplacées par des plates-formes quadruples, et est mis en place un bulbe qui porte le maître-bau à 20,7 m.

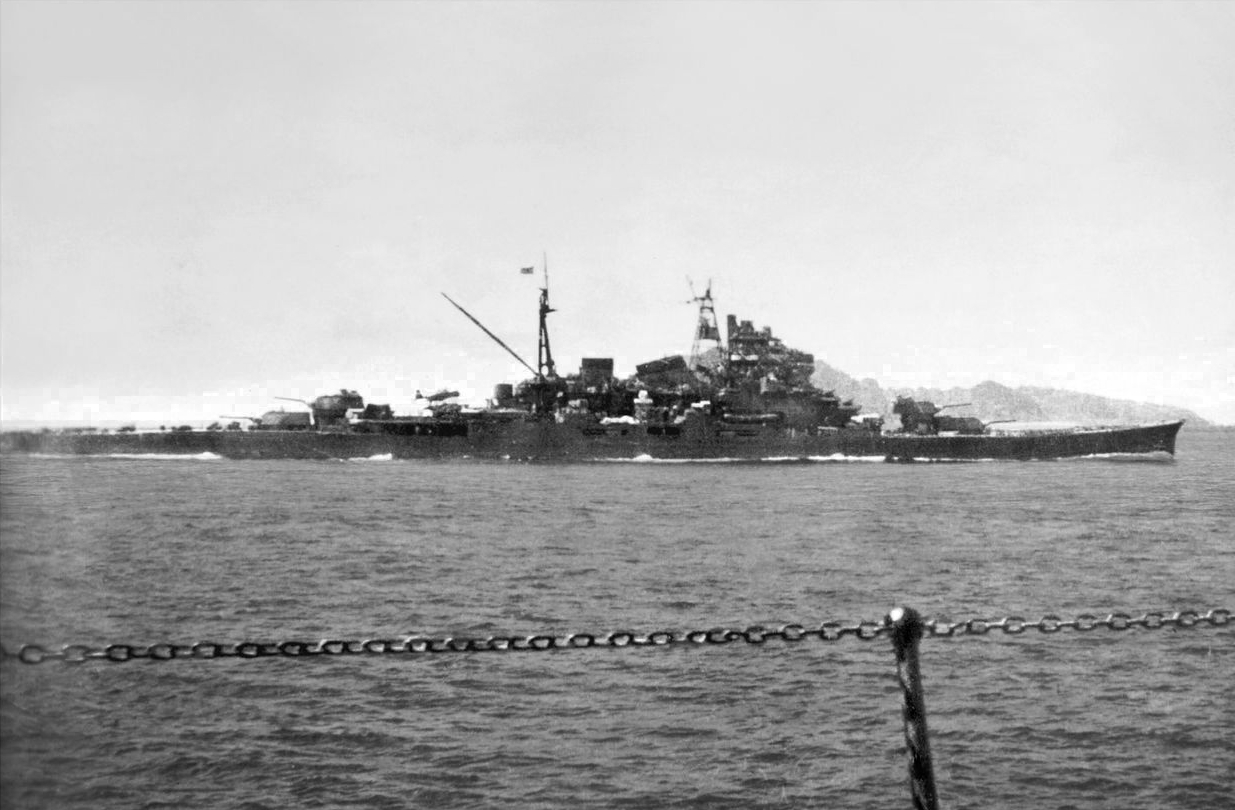
Le Maya en 1944, avec quatre tourelles de 203 mm permettant de le doter de 12 canons de 127 mm

Dès le mois de mars, le Maya est affecté dans le cadre de la 4e division de croiseurs, à la 1re Flotte Mobile, et rejoint en mai le mouillage des îles Lingga puis Tawi-Tawi. Il participe, les 19 et 20 juin, à la bataille de la mer des Philippines, au sein de la Force d'Avant-garde du vice-amiral Kurita. Le Maya a subi dans l'après-midi du 20 juin, l'attaque d'une cinquantaine d'“Avengers” des USS Bunker Hill, Monterey et Cabot. ll ne subit que des dégâts légers provenant de coups l'ayant raté de peu (en anglais : near misses).
En juillet, les croiseurs de la 4e Division ont eu une fois encore un renforcement de leur Défense Contre-Avions rapprochée. Ainsi, à Yokosuka, le Maya a reçu 18 affûts simples de 25 mm AA, ce qui a porté sa Défense Contre-Avions rapprochée à 66 tubes de 25 mm. Il a ensuite rejoint le mouillage des îles Lingga.
Lorsqu'en septembre-octobre, les bombardements américains ont montré que l'attaque des Philippines était imminente, le plan Sho-Go de défense des Philippines a été déclenché, et le 18 octobre, la 4e division de croiseurs a appareillé du mouillage des îles Lingga, au sein de la Force d'Attaque de Diversion no 1 du vice-amiral Kurita, dont la marque flottait sur l'Atago. Elle a fait escale en baie de Brunei à Borneo, du 20 au 22, puis est repartie pour gagner la mer de Sibuyan et franchir le détroit de San-Bernardino, contourner l'île de Samar par le nord et l'est et attaquer, dans le golfe de Leyte, les forces américaines qui y avaient débarqué le 20 octobre.
Mais dans la nuit du 22 au 23 octobre, la Force du vice-amiral Kurita a été repérée par deux sous-marins américains, les USS Darter et Dace, le long de la côte ouest de Palawan. Le 23 octobre, vers 5 h 30, l'USS Darter a touché l'Atago de quatre torpilles. Le croiseur a coulé en vingt minutes, les rescapés, parmi lesquels le vice-amiral Kurita, ont été repêchés par deux destroyers. Le commandement de la Force d'Attaque de Diversion no 1 est passé momentanément au vice-amiral Ugaki, commandant la 1re Division de Cuirassés, qui avait sa marque sur le Yamato, jusqu'à ce que le vice-amiral Kurita eût pu prendre pied sur le cuirassé géant. Au moment où l'Atago a coulé, l'USS Dace a touché le Maya de quatre torpilles et l'a coulé. 769 rescapés du Maya (sur un équipage de 1 105) sont récupérés par un destroyer, et ont ensuite été transférés sur le Musashi. 635 réchapperont à la destruction du Musashi, le lendemain.

### Découverte de l'épave
Le 1° juillet 2019, le navire océanographique de Paul Allen RV Petrel a retrouvé l'épave du croiseur Maya au large de l'île philippine de Palawan, reposant à 1.850 m de profondeur.